# Болдуин, Эдвард, 4-й граф Болдуин-Бьюдли
Эдвард Альфред Александр Болдуин, 4-й граф Болдуин-Бьюдли (англ. Edward Alfred Alexander Baldwin, 4th Earl Baldwin of Bewdley; 3 января 1938 — 16 июня 2021) — британский педагог, потомственный пэр и член Палаты лордов с 1977 по 1999 год и с 1999 по 2018 год.

## Молодость
Родился 3 января 1938 года. Единственный сын Артура Болдуина, 3-го графа Болдуина-Бьюдли (1904—1976), и Джоан Элспет Томес (1901—1980). Его бабушкой и дедушкой по отцовской линии были Люси Болдуин и Стэнли Болдуин, 1-й граф Болдуин-Бьюдли, трижды премьер-министр Великобритании. Его бабушкой и дедушкой по материнской линии были Харриот (урожденная Хэнкок) Томес и Чарльз Александр Томес, торговец американского происхождения на Дальнем Востоке с компанией Shewan, Tomes & Co.
Эдвард Альфред Болдуин получил образование в Итонском колледже и Тринити-колледже Кембриджа, где он изучал современные языки и право.

## Карьера
До поступления в Тринити-колледж Болдуин с 1956 по 1958 год служил вторым лейтенантом в разведывательном корпусе. В период с 1970 по 1987 год он занимал различные должности в сфере образования, сначала в качестве школьного учителя (преподавая немецкий и французский языки), а затем в качестве регионального специалиста по образованию в Оксфордшире с 1980 по 1987 год.
После смерти своего отца в 1976 году Болдуин стал членом Палаты лордов и был одним из девяноста избранных потомственных пэров, которые остались после принятия Акта о Палате лордов 1999 года. С 1990 по 1998 год он был председателем Британского совета по аккредитации акупунктуры.
Находясь в Палате лордов, он был совместным председателем парламентской группы по альтернативной и нетрадиционной медицине с 1992 по 2002 год. Болдуин также был членом Специального комитета по расследованию нетрадиционной медицины в 2000 году. С 2005 по 2010 год он был Совместный председатель Всепартийной парламентской группы против фторирования. Кроме того, Болдуин был секретарем Ассоциированного парламентского форума по вопросам продовольствия и здоровья.
Болдуин занимал должность члена коллегии до выхода на пенсию в соответствии с Актом о реформе Палаты лордов 2014 года в мае 2018 года.
Болдуин потратил много времени, пытаясь очистить имя своего деда Стэнли Болдуина, чей характер, мотивация и действия на посту премьер-министра были поставлены под сомнение после начала Второй мировой войны. Он был особенно недоволен фильмом «Речь короля» из-за его фактических искажений и изображения его деда как колеблющегося дурака, который неправильно понял намерения Гитлера.

## Личная жизнь и смерть
В 1970 году граф Болдуин-Бьюдли женился на Саре МакМюррей Джеймс (16 апреля 1942—2001), старшей дочери Эвана Джеймса из Апвуд-парка в Абингдоне, графство Беркшир. Они жили в поместье на ферме в Аппер-Вулверкоте, Оксфорд, и были родителями троих сыновей:
- Бенедикт Александр Стэнли Болдуин, 5-й граф Болдуин-Бьюдли (род. 28 декабря 1973), старший сын и преемник отца.
- Достопочтенный Джеймс Конрад Болдуин (род. 13 марта 1976)
- Достопочтенный Марк Томас Мейтленд Болдуин (род. 24 июля 1980).

Сара умерла в 2001 году. В 2015 году граф Болдуин-Бьюдли женился на скульпторе Лидии Сегрейв, вдове экономиста Яна Литтла (1918—2012).
Болдуин был членом крикетного клуба Мэрилебон. Он жил в Камнор-Хилл, недалеко от Оксфорда.
Лорд Болдуин умер 16 июня 2021 года в возрасте 83 лет. Графство и виконтство ему унаследовал его старший сын Бенедикт.

## Работы
- Baldwin Papers: A Conservative Statesman, 1908-1947 / Philip Williamson ; Edward Baldwin. — University of Durham, 2004. — ISBN 978-0-521-58080-9.